# Turnerbund Hamburg-Eilbeck
Der Turnerbund Hamburg-Eilbeck e. V. von 1880 (T.H.-Eilbeck oder THE) ist ein Sportverein im Hamburger Stadtteil Eilbek. Der THE zählt zu den ältesten Sportvereinen Hamburgs und ist Mitglied im Hamburger Sportbund. In 20 Abteilungen werden unter anderem Handball, Judo, Aerobic, Capoeira, Kendo, Karate Fitness und Gymnastik, Pilates Tischtennis, Basketball, Boxen, Leichtathletik, Volleyball, Sitzvolleyball, Fechten, Kinderturnen und Zirkustechniken angeboten. 
Stammsitz des Vereins ist die am 9. Mai 1914 eröffnete vereinseigene Ernst-Moritz-Arndt-Turnhalle in der Ritterstraße 9. 

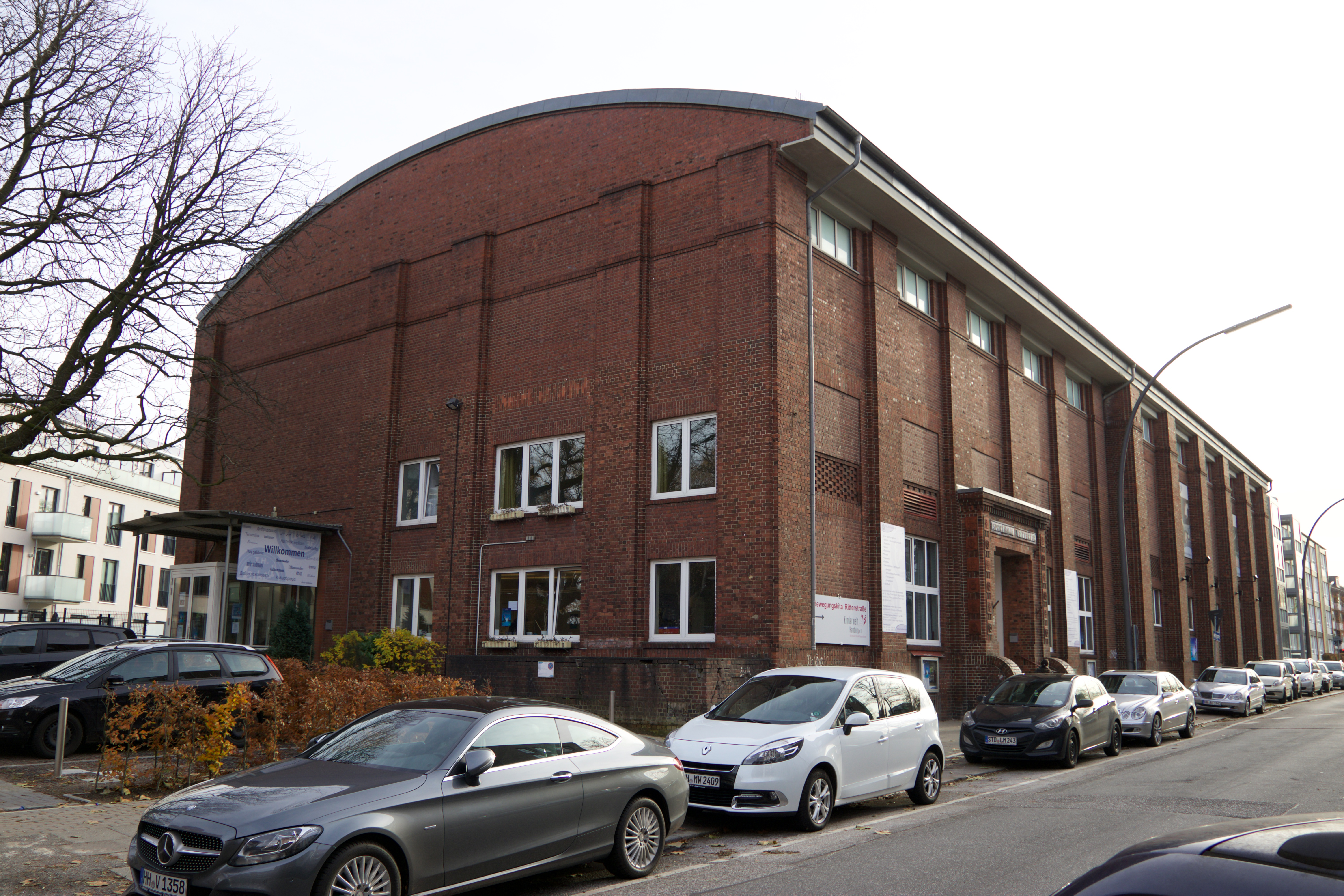
T.H.-Eilbeck, Ernst-Moritz-Arndt-Halle, Ritterstrasse 9, Haupteingang, Straßenseite

## Geschichte
Der Turnerbund Hamburg-Eilbeck e. V. von 1880 wurde am 13. Mai 1880 im Eilbecker Casino als reiner Männer-Turnverein unter dem Namen Eilbecker Turnerbund von 1880 gegründet. 1901 wurde im Verein auch das Frauen- und Mädchenturnen eingeführt.
Ende Mai 1933 wurden zwei Eilbecker Turner (Bestmann und Gromotka) in die Meisterriege des Turnkreises Norden eingereiht, die in folgender Aufstellung beim Deutschen Turnfest in Stuttgart als Sondervorführung am Hochreck turnen sollte: Huck (1816), Stebens (1816), Waldeck (Hamburg-Rothenburgsort), Bach (1816), Streicher (Kiel 1844), Gromotka (Turnerbund Hamburg-Eilbeck), Behrens (HTBU), Drecoll (Rostock), Bestmann (Turnerbund Hamburg-Eilbeck), W. Schmidt (1816) und H. Schmidt (Turnerbund Hamburg-Eilbeck).
Am 18. November 1934 führte der Turnerbund einen Siegerehrenabend durch, auf dem u. a. der Turner Hermann Havenstein zum Ehrenmitglied ernannt wurde. Zudem wurde der Turner Hubert Reddersen in die Gauriege eingereiht.
1938 war der Turnerbund der größte Eilbecker Verein.
Am 23. Oktober 1938 fanden in der Eilbecker Turnhalle vor 400 Zuschauern die Ausscheidungskämpfe der Hamburger Mannschaft zum Städtekampf mit Leipzig und Berlin statt.
Im Mai 1939 feierte der Verein das 25-jährige Bestehen seiner Turnhalle in der Ritterstraße mit einem Schauturnen sämtlicher Vereinsabteilungen.
Der T.H.-Eilbeck hat 1949 zusammen mit sieben weiteren Hamburger Sportvereinen den Hamburger Judo-Verband gegründet.
Die Basketballabteilung nahm bereits 1949 an der ersten Nachkriegsmeisterschaftsrunde in Hamburg teil. In den 1950er Jahren bestand auch eine Fechtabteilung, z. B. 1955 an den Hamburger Mannschaftsmeisterschaften im Säbelfechten teilnahm.
Die Hallenhandballmannschaft der Damen, die sich bereits 1978 erstmals für den DHB-Pokal qualifizieren konnte, spielte Anfang der 1980er Jahre eine führende Rolle in der Regionalliga Nord und stieg 1983 in die Bundesliga auf, wo man sich bis 1985 halten konnte. Anschließend spielte die Mannschaft bis 1993 in der Zweiten Bundesliga. Nach weiteren Abstiegen kehrte das Team 2001 für eine Spielzeit in die Regionalliga zurück. 2021 konnte sich der inzwischen in der Oberliga Hamburg beheimatete Klub erneut für den DHB-Pokal qualifizieren, schied aber wie schon 1978 in der ersten Runde aus.

## Internationale sportliche Erfolge

### Olympia
2016 erboxte sich Artem Harutiunian die Bronzemedaille im Halbweltergewicht.